# Lasse Cornell
Lasse Cornell, född 11 november 1947 i Göteborg, död 26 juni 1987 i Oscar Fredriks församling i Göteborg, var en svensk ekonomhistoriker, tillhörig den svenska släkten Cornell.
Cornell disputerade 1982 på avhandlingen Sundsvallsdistriktets sågverksarbetare 1860-1890 – arbete, levnadsförhållanden, rekrytering vid Göteborgs universitet, Ekonomisk-historiska institutionen. Han medverkade med artiklar i Forskning och framsteg, Historisk tidskrift samt Handel och sjöfart.
Cornell var aktiv som medlem i Sveriges kommunistiska parti under större delen av sin vuxna levnad. För partiets räkning publicerade han bland annat boken Det svenska klassamhället och revolutionen (1972). 
Lasse Cornell var son till konsthistorikern Elias Cornell och förskolepedagogen Kirsti Cornell, född Birkeland, bror till arkeologen Per Cornell, samt sonson till konsthistorikerna Henrik Cornell och Ingegerd Henschen. Han är begravd på Västra kyrkogården i Göteborg.